# Università di Stato di Feira de Santana
L'Università di Stato di Feira de Santana (UEFS) è un ente di istruzione superiore brasiliano statale, con sede a Feira de Santana nello Stato di Bahia.